# 013 Netvision
013 Netvision (eller vanligtvis bara 013 eller Netvision) är en israelisk Internet- och telekom- leverantör, telefonin marknadsförs under varumärket "013", och internetanslutningen "Netvision". 013 Netvision är en av de största mediaoperatörerna i Israel, tillsammans med bolagen Bezeq, Orange och Hot.